# Moskva-Leningradskij banegård
 Der er for få eller ingen kildehenvisninger i denne artikel, hvilket er et problem. Du kan hjælpe ved at angive troværdige kilder til de påstande, som fremføres i artiklen.

Moskva-Leningradskij banegård (russisk: Ленинградский вокзал, tr. Leningradskij vokzal) er den ældste af Moskvas ni hovedbanegårde. Den er placeret på Komsomolskaja-pladsen og er endestation for tog fra det nordvestlige Rusland, heriblandt specielt Sankt Petersborg. Desuden er der internationale tog til og fra Tallinn og Helsingfors.